# Стіжківська селищна рада
Стіжківська се́лищна ра́да — орган місцевого самоврядування у складі Шахтарської міської ради Донецької області. Адміністративний центр — селище міського типу Стіжківське.

## Загальні відомості
- Населення ради: 4 758 осіб (станом на 2001 рік)

## Населені пункти
Селищній раді підпорядковані населені пункти:
- смт Стіжківське
- с-ще Вінницьке
- с-ще Чумаки

Колишнє селище Буруцького, зняте з обліку 28 квітня 2009 року.

## Склад ради
Рада складається з 20 депутатів та голови.
- Голова ради: Гурін Микола Климович
- Секретар ради:

### Керівний склад попередніх скликань
| ПІБ                        | Основні відомості                                                        | Дата обрання | Дата звільнення |
| -------------------------- | ------------------------------------------------------------------------ | ------------ | --------------- |
| Тарасов Анатолій Семенович | Селищний голова, 1940 року народження, безпартійний                      | 26.03.2006   | 31.10.2010      |
| Гурін Микола Климович      | Селищний голова, 1955 року народження, освіта вища, член Партії регіонів | 31.10.2010   |                 |

Примітка: таблиця складена за даними джерела

### Депутати
За результатами місцевих виборів 2010 року депутатами ради стали:

#### За суб'єктами висування
| Суб'єкт висування | Кількість обраних депутатів | %  |
| ----------------- | --------------------------- | -- |
| Партія регіонів   | 13                          | 65 |
| Самовисування     | 7                           | 35 |

#### За округами
| № округу        | Прізвище, ім'я, по батькові         | Дата визнання обраним | Освіта                    | Партійна приналежність | Відомості про обраного депутата                                       |
| --------------- | ----------------------------------- | --------------------- | ------------------------- | ---------------------- | --------------------------------------------------------------------- |
| Партія регіонів |                                     |                       |                           |                        |                                                                       |
| 4               | Соловйов Валентин Іванович          | 02.11.2010            | Освіта вища               | член Партії регіонів   | Фірма «Річна», директор                                               |
| 5               | Дев'ятко Віталій Володимирович      | 02.11.2010            | Освіта середня            | член Партії регіонів   | Комунальний фізкультурно-спортивний комплекс «Авангард», робітник     |
| 7               | Стецюк Юлія Петрівна                | 02.11.2010            | Освіта вища               | позапартійна           | Стіжківська селищна рада, секретар                                    |
| 9               | Козенко Володимир Миколайович       | 02.11.2010            | Освіта середня спеціальна | член Партії регіонів   | ФОП «Козенко», водій                                                  |
| 10              | Курятник Сергій Михайлович          | 02.11.2010            | Освіта вища               | член Партії регіонів   | ВАТ «шахта Комсомолець Донбасу», гірничий майстер                     |
| 12              | Школьний Віктор Михайлович          | 02.11.2010            | Освіта вища               | член Партії регіонів   | Підприємство «Райавтодор», охоронець                                  |
| 13              | Козенко Людмила Миколаївна          | 02.11.2010            | Освіта середня спеціальна | член Партії регіонів   | приватний підприємець                                                 |
| 14              | Осієвський Геннадій Іванович        | 02.11.2010            | Освіта вища               | член Партії регіонів   | ООО фірма «Річна», начальник дільниці                                 |
| 15              | Сальник Наталя Миколаївна           | 02.11.2010            | Освіта вища               | член Партії регіонів   | Шахта «Вінницька-2», майстер АБК ОП                                   |
| 17              | Тітко Ольга Миколаївна              | 02.11.2010            | Освіта вища               | член Партії регіонів   | КП ТП «Партнер», інспектор відділу кадрів                             |
| 18              | Куйбіда Ігор Юрійович               | 02.11.2010            | Освіта вища               | член Партії регіонів   | Комунальний фізкультурно-спортивний комплекс «Авангард», техпрацівник |
| 19              | Гурін Іван Миколайович              | 02.11.2010            | Освіта середня спеціальна | член Партії регіонів   | Комунальний фізкультурно-спортивний комплекс «Авангард», техпрацівник |
| 20              | Кузьменко Володимир Миколайович     | 02.11.2010            | Освіта вища               | член Партії регіонів   | пенсіонер                                                             |
| Самовисування   |                                     |                       |                           |                        |                                                                       |
| 1               | Озеров Ігор Миколайович             | 02.11.2010            | Освіта середня спеціальна | позапартійний          | пенсіонер                                                             |
| 2               | Надточий Ірина Василівна            | 02.11.2010            | Освіта середня спеціальна | позапартійна           | тимчасово не працює                                                   |
| 3               | Крушевський Геннадій Олександрович  | 02.11.2010            | Освіта середня спеціальна | позапартійний          | пенсіонер                                                             |
| 6               | Шатковський Олександр Володимирович | 02.11.2010            | Освіта середня            | позапартійний          | ВАТ «Шахта Комсомолець Донбасу», гірничий робітник                    |
| 8               | Мельник Наталя Григорівна           | 02.11.2010            | Освіта середня            | член Партії регіонів   | ШМП № 1, завгосп                                                      |
| 11              | Нагаєвський Андрій Альбінович       | 02.11.2010            | Освіта вища               | позапартійний          | приватний підприємець                                                 |
| 16              | Сорока Галина Євгеніївна            | 02.11.2010            | Освіта середня спеціальна | позапартійна           | тимчасово не працює                                                   |